# Malý Kriváň
De Malý Kriváň is de op een na hoogste berg van de Kleine Fatra. De berg is gelegen in de Krivánska Malá Fatra en heeft een hoogte van 1.671 meter. De Malý Kriváň wordt beschouwd als het kleinere broertje van de Veľký Kriváň.

## Wandelroute
De berg is het gemakkelijkst vanuit de berghut Vrátna te bereiken. Hier bevindt zich een stoeltjeslift, die bezoekers naar de bergzadel Snilovské sedlo brengt. Van hieruit kan de rode route naar de Veľký Kriváň, de bergzadel Bublen sedlo en Malý Kriváň genomen worden. Deze wandeling neemt iets meer dan twee uur in beslag.